# SORBNET
SORBNET – prowadzony przez NBP w latach 1996–2013 system rozrachunkowy służący do przeprowadzania międzybankowych rozrachunków wysokokwotowych. Należał do klasy systemów RTGS (ang. Real Time Gross Settlement), czyli systemów rozrachunków na bazie brutto, w których zlecenia realizowane są pojedynczo i w czasie rzeczywistym (na bieżąco).
System SORBNET rozpoczął działanie w marcu 1996, zastępując system SORB (System Obsługi Rachunków Banków), w którym wymiana zleceń między NBP a bankami następowała w formie papierowej, faksem bądź na dyskietkach. W 1998 został w pełni wdrożony elektroniczny system wymiany danych.
Od 2000 za pośrednictwem systemu SORBNET mogły być również przesyłane wysokokwotowe płatności (przelewy) klientów banków, co skutkowało możliwością dokonywania przelewów przez klientów banków na kwotę poniżej 1 mln złotych. Po udostępnieniu przez polskie banki klientom detalicznym możliwości realizacji przelewów za pośrednictwem systemu SORBNET, ich popularność bardzo wzrosła i spowodowała w 2011 problemy z wydajnością tego systemu. NBP zareagował zwiększeniem prowizji od takich przelewów, mając na uwadze zmniejszenie obciążenia systemu.
Od marca 2005 do końca 2011 NBP prowadził system SORBNET-EURO, w którym prowadzone były rachunki banków w euro i przeprowadzane były rozliczenia w walucie euro. System ten połączony był (za pośrednictwem systemu RTGS Banku Włoch o nazwie BIREL) z europejskim systemem RTGS o nazwie TARGET. Od maja 2008 do listopada 2011 był bezpośrednio połączony z jego następcą – systemem TARGET2.
W dniu 10 czerwca 2013 r. NBP uruchomił nową wersję systemu o nazwie SORBNET2, nad którym prace trwały 3 lata. Tym samym przestała działać wersja SORBNET.
Z biznesowego punktu widzenia nowy system ma identyczną funkcjonalność jak jego poprzednik (system SORBNET). Zmiana polegała na modernizacji technologicznej systemu poprzez zastosowanie najnowszych technologii informatycznych i standardów (w tym oferowanych przez międzynarodową sieć telekomunikacyjną SWIFT). W ramach systemu została udostępniona uczestnikom nieodpłatnie aplikacja internetowa (Moduł Monitorujący MMS2), umożliwiająca podgląd swojego rachunku, w tym wysokość dostępnych środków. Modernizacja technologiczna umożliwiła zwiększenie niezawodności funkcjonowania systemu oraz zwiększenie jego wydajności.